# Tisiphone morrisi
Tisiphone morrisi är en fjärilsart som beskrevs av Waterhouse 1914. Tisiphone morrisi ingår i släktet Tisiphone och familjen praktfjärilar. Inga underarter finns listade i Catalogue of Life.